# Tarentaise (race bovine)
La tarentaise, ou Tarine, est une race bovine française. Elle est aussi élevée en Italie dans le Val d'Aoste sous le nom de Savoiarda.

## Origine
La vache tarentaise appartient au rameau brun. Certains considèrent qu'elle est issue de vaches africaines arrivées en Espagne avec les Arabes puis s'est répandue en France (c'est une cousine de l'aubrac). Elle s'est installée dans la vallée de la Tarentaise dans le département de la Savoie. D'autres attribuent l'origine zootechnique de la Tarentaise à un croisement entre les deux souches Bos taurus jurassicus et Bos taurus alpinus, toutes deux provenant de populations fauves ou brunes venues du continent Indo-Asiatique à travers l'Europe centrale. Dès les premiers écrits de notre civilisation, Pline l'Ancien découvrait cette « race des Alpes » et vante « les qualités laitières de ces petites vaches » dans son œuvre Histoire naturelle.
La sélection a commencé au milieu du XIXe siècle et le nom de tarentaise est apparu en 1863. En 1865, on distingue une race gris-fauve dans la région de Moûtiers et une autre à robe rouge-froment à brun dans le Beaufortain. Le livre généalogique fut ouvert en 1888. C'est l'une des onze races qui adhèrent à la Fédération européenne des races bovines du système alpin (FERBA). En 1992 est créée une fédération mondiale de la Tarentaise. 
On la trouve en France dans la région Rhône-Alpes ainsi qu'en Auvergne et en région Provence-Alpes-Côte d'Azur. Le cheptel compte environ 33 000 têtes dont 13 000 sont inscrites. Une centaine de taureaux sont disponibles en insémination artificielle. La sélection actuelle vise à améliorer le potentiel laitier et le taux de matière sèche du lait, tout en conservant l'exceptionnelle rusticité. 
Elle a été exportée dans de nombreux pays, notamment en Afrique du Nord où elle a servi à améliorer les races locales par croisement, et plus récemment (années 1970) aux États-Unis et au Canada. En Amérique, elle est classée race bouchère. Elle valorise des terroirs rudes des Rocheuses qu'aucune autre race n'a pu exploiter convenablement.

## Morphologie

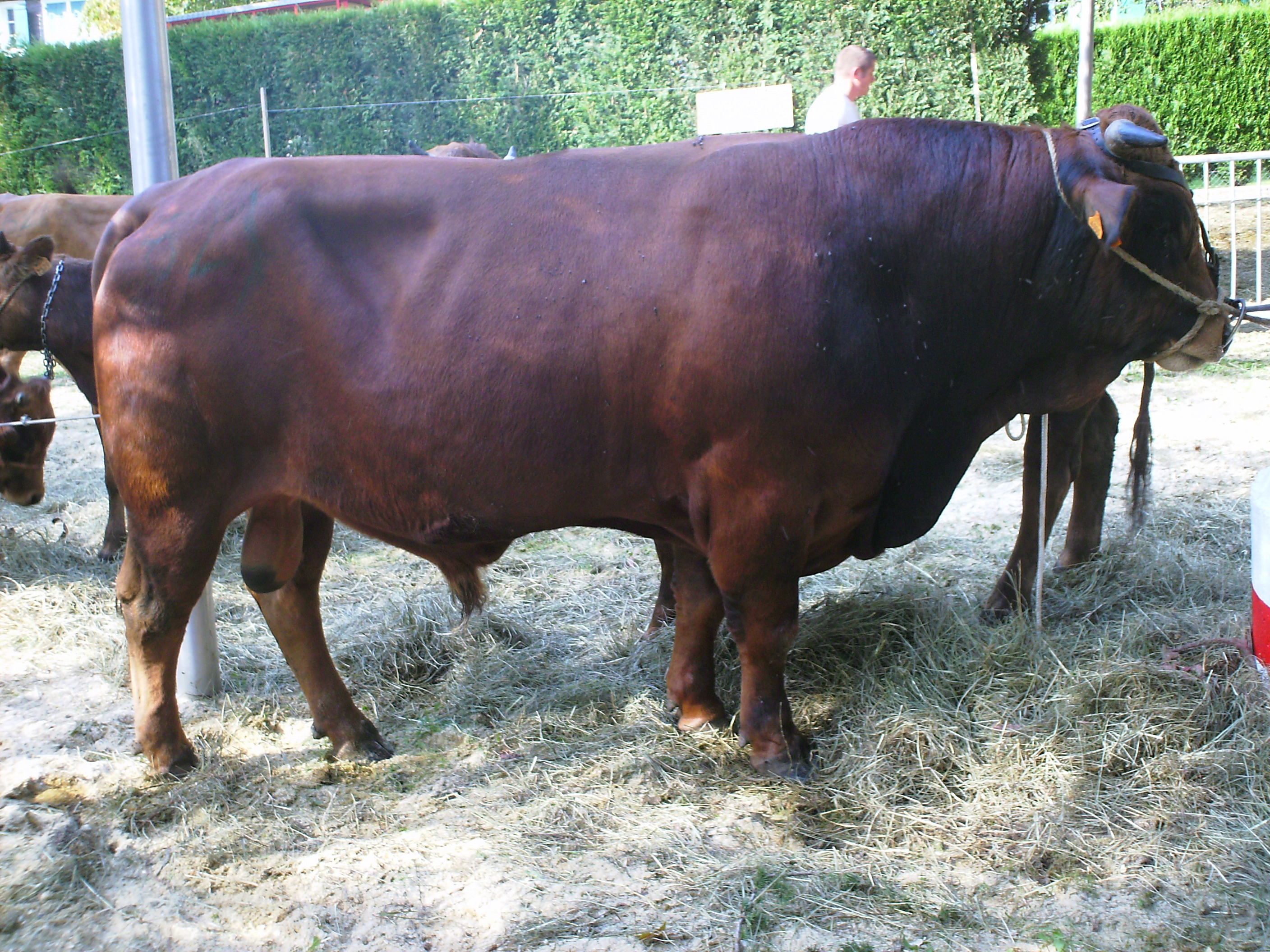
Taureau de race Tarine

La robe est uniformément brun fauve chez les deux sexes. Les muqueuses sont noires, ainsi que le museau et les lunettes. Les cornes, en forme de lyre, sont blanches avec la pointe noire. Les sabots sont également noirs, durs et faits pour la marche en montagne sur un sol dur. 
C'est un bovin de taille moyenne : hauteur au garrot de 140 cm pour le mâle et 130 pour la femelle et poids moyen respectivement de 750 et 500 kg.

## Aptitude

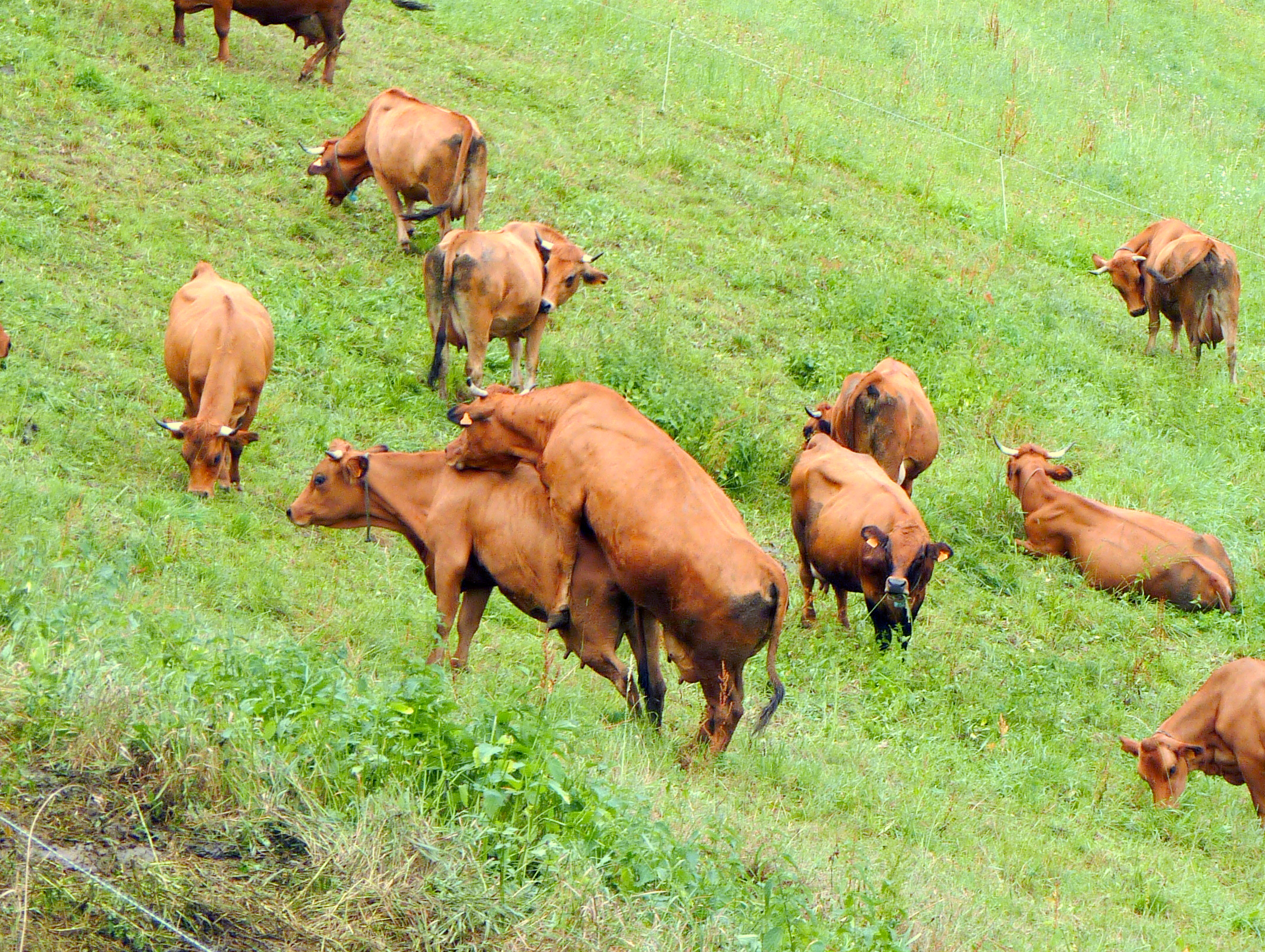
Troupeau en alpage

Elle est classée vache mixte (vache laitière et allaitante). Cette race est bonne en production laitière et elle donne un lait riche en matières grasses sur des alpages où aucune race "productive" ne pourrait vivre en plein air. Elle donne 4 800 kg sur 292 jours de lactation par an. Son lait est utilisé pour la fabrication de fromages AOC : le beaufort, la tome des Bauges, le reblochon ou l'abondance et de fromages IGP comme l'emmental de Savoie ou la tomme de Savoie. 

En aptitude bouchère, elle donne un excellent rendement grâce à la finesse de ses os : 65 à 72 %.
C'est une race très rustique, de bonne longévité et bien adaptée au pâturage en montagne et à la transhumance, bonne marcheuse et résistante à la chaleur comme au froid. Elle valorise bien des fourrages médiocres et elle est résistante aux maladies.

## Élevage

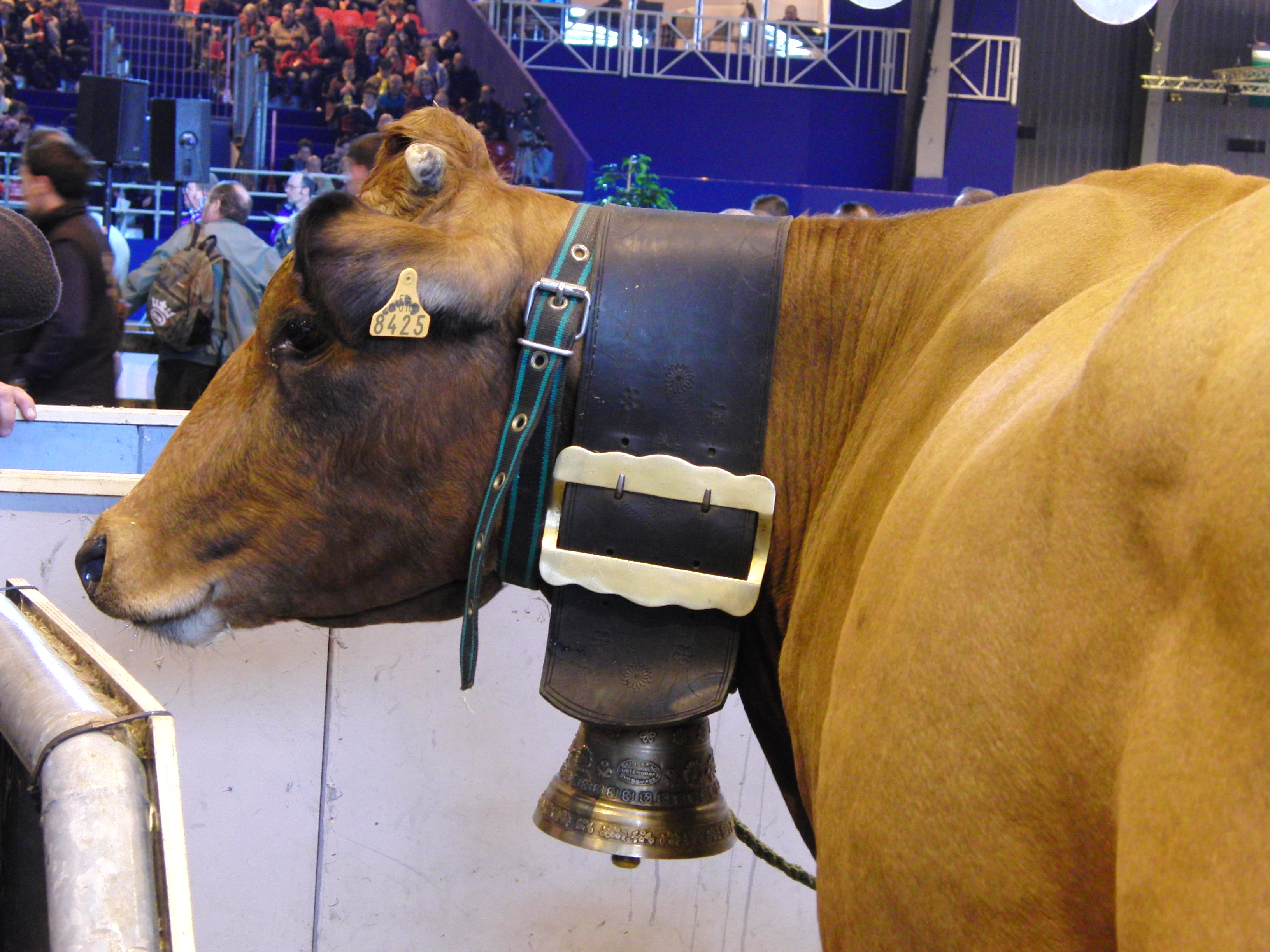
Tarentaise au Salon international de l'agriculture 2012 à Paris.

Elle est traditionnellement conduite en étable l'hiver, en pâture avec nuit à l'étable au printemps, puis départ à l'alpage aux beaux jours où elle reste en plein air intégral. À l'automne, elle redescend vers des pâtures moins froides avant d'hiverner à l'étable. Elle donne un lait riche des senteurs herbagères d'altitude.
Depuis peu, certains éleveurs ne pratiquent la traite qu'en été ; ils produisent le beaufort d'alpage (et/ou le beaufort d'été), meilleur et mieux valorisé. L'hiver, la vache nourrit un veau croisé avec une race bouchère : le veau est vendu plus cher, et le temps gagné sur la traite permet d'avoir un autre métier basé sur le tourisme hivernal.
Sa rusticité lui permet d'être exploitée pour l'entretien de l'espace en milieu fragile : marais et entretien estival des pistes de ski en Savoie. Aux États-Unis, elle est élevée comme vache allaitante en système extensif, livrée à elle-même une bonne partie de l'année. Sa santé est alors un atout.